# پاتریک دو وال
پاتریک دو وال (انگلیسی: Patrick du Val؛ ۲۶ مارس ۱۹۰۳ – ۲۲ ژانویهٔ ۱۹۸۷) ریاضی‌دان اهل بریتانیا بود که برای کارهایش در زمینه هندسه جبری، هندسه دیفرانسیل و نسبیت عام شناخته شده است. مفهوم نقطه تکین دو وال یک رویه جبری به نام وی نام‌گذاری شده است. او در سال ۱۹۳۴، در مقاله‌ای توصیفی ترکیبیاتی از پیوند تکینگی‌های دو وال ارائه داد.